# Olympische Sommerspiele 2024/Leichtathletik – 100 m (Männer)
Der 100-Meter-Lauf der Männer bei den Olympischen Spielen 2024 in Paris fand am 3. August 2024 und am 4. August 2024 im Stade de France statt.

## Aktuelle Titelträger
| Olympiasieger                        | Marcell Jacobs ( Italien)        | 9,80 s  | Tokio 2020     |
| Weltmeister                          | Noah Lyles ( Vereinigte Staaten) | 9,83 s  | Budapest 2023  |
| Europameister                        | Marcell Jacobs ( Italien)        | 10,02 s | Rom 2024       |
| Nord-/Zentralamerika-/Karibikmeister | Ackeem Blake ( Jamaika)          | 9,98 s  | Freeport 2022  |
| Südamerikameister                    | Issam Asinga ( Suriname)         | 9,89 s  | São Paulo 2023 |
| Asienmeister                         | Hiroki Yanagita ( Japan)         | 10,02 s | Bangkok 2023   |
| Afrikameister                        | Joseph Fahnbulleh ( Liberia)     | 10,13 s | Douala 2024    |
| Ozeanienmeister                      | Joshua Azzopardi ( Australien)   | 10,33 s | Suva 2024      |

## Rekorde

### Bestehende Rekorde
| Weltrekord         | Usain Bolt ( Jamaika) | 9,58 s | Berlin, Deutschland           | 16. August 2009 |
| Olympischer Rekord | Usain Bolt ( Jamaika) | 9,63 s | Finale London, Großbritannien | 5. August 2012  |

### Rekordverbesserungen
Es wurden während des Wettkampfes sechs neue Nationalrekorde aufgestellt.
- Nationalrekorde:
  - 10,64 s – Sha Mahmood Noor Zahi (Afghanistan), Vorausscheidungslauf 1 am 3. August 2024
  - 11,30 s – Karalo Maibuca (Tuvalu), Vorausscheidungslauf 1 am 3. August 2024
  - 11,35 s – Manuel Ataide (Osttimor), Vorausscheidungslauf 3 am 3. August 2024
  - 10,31 s – Marcos Santos (Angola), Vorausscheidungslauf 4 am 3. August 2024
  - 9,82 s – Akani Simbine (Südafrika), Finale am 4. August 2024
  - 9,86 s – Letsile Tebogo (Botswana), Finale am 4. August 2024

## Vorausscheidung
3. August 2024, 10:35 Uhr
Für die Vorläufe qualifizierten sich die ersten zwei Athleten aller sechs Läufe sowie die Athleten mit den vier schnellsten restlichen Zeiten.

### Lauf 1
Wind: +0,6 m/s
| Rang | Athlet                | Nation         | Zeit (s) | Anmerkung |
| ---- | --------------------- | -------------- | -------- | --------- |
| 1    | Ebrima Camara         | Gambia         | 10,29    | Q         |
| 2    | Muhd Azeem Fahmi      | Malaysia       | 10,42    | Q         |
| 3    | Marc Brian Louis      | Singapur       | 10,43    | q         |
| 4    | Sha Mahmood Noor Zahi | Afghanistan    | 10,64    | NR        |
| 5    | Seco Camara           | Guinea-Bissau  | 10,76    |           |
| 6    | William Reed          | Marshallinseln | 11,29    | PB        |
| 7    | Karalo Maibuca        | Tuvalu         | 11,30    | NR        |

### Lauf 2
Wind: −0,3 m/s
| Rang | Athlet             | Nation                       | Zeit (s) | Anmerkung |
| ---- | ------------------ | ---------------------------- | -------- | --------- |
| 1    | Davonte Howell     | Cayman Islands               | 10,31    | Q         |
| 2    | Sibusiso Matsenjwa | Eswatini                     | 10,39    | Q         |
| 3    | Didier Kiki        | Benin                        | 10,755   |           |
| 4    | Hervé Toumandji    | Zentralafrikanische Republik | 10,760   |           |
| 5    | Kenaz Kaniwete     | Kiribati                     | 11,29    | PB        |
| 6    | Darko Pešić        | Montenegro                   | 11,85    |           |
|      | Steven Sabino      | Mosambik                     | DSQ      | TR16.8    |

### Lauf 3
Wind: +0,1 m/s
| Rang | Athlet                  | Nation        | Zeit (s) | Anmerkung |
| ---- | ----------------------- | ------------- | -------- | --------- |
| 1    | Noa Bibi                | Mauritius     | 10,27    | Q         |
| 2    | Franko Burraj           | Albanien      | 10,596   | Q, PB     |
| 3    | Faworis Musrapow        | Tadschikistan | 10,597   |           |
| 4    | Felix Diu               | Hongkong      | 10,62    |           |
| 5    | Melique García          | Honduras      | 10,76    |           |
| 6    | Rija Vatomanga Gardiner | Madagaskar    | 10,82    | PB        |
| 7    | Manuel Ataide           | Osttimor      | 11,35    | NR        |
| 8    | Samer al-Yafaee         | Jemen         | 11,54    | PB        |

### Lauf 4
Wind: +0,2 m/s
| Rang | Athlet              | Nation      | Zeit (s) | Anmerkung |
| ---- | ------------------- | ----------- | -------- | --------- |
| 1    | Christopher Borzor  | Haiti       | 10,26    | Q         |
| 2    | Marcos Santos       | Angola      | 10,31    | Q, NR     |
| 3    | Hachim Maaroufou    | Komoren     | 10,44    | q         |
| 4    | Taha Hussein Yaseen | Irak        | 10,51    | q, PB     |
| 5    | Ibadulla Adam       | Malediven   | 10,55    | PB 1      |
| 6    | Shaun Gill          | Belize      | 11,17    |           |
| 7    | Scott Fiti          | Mikronesien | 11,61    | SB        |
| 8    | Ahmed Essabai       | Libyen      | 11,89    |           |

### Lauf 5
Wind: −0,4 m/s
| Rang | Athlet                       | Nation                       | Zeit (s) | Anmerkung     |
| ---- | ---------------------------- | ---------------------------- | -------- | ------------- |
| 1    | Naquille Harris              | St. Kitts und Nevis          | 10,33    | Q             |
| 2    | Lalu Muhammad Zohri          | Indonesien                   | 10,35    | Q             |
| 3    | Fodé Sissoko                 | Mali                         | 10,66    |               |
| 4    | Joseph Green                 | Guam                         | 10,85    | SB            |
| 5    | Winzar Kakiouea              | Nauru                        | 11,15    |               |
| 6    | Remigio Santander Villarubia | Äquatorialguinea             | 11,65    | SB            |
| 7    | Maleselo Fukofuka            | Tonga                        | 12,11    | PB            |
|      | Dominique Mulamba            | Demokratische Republik Kongo | DSQ      | q 1, Rule10.1 |

### Lauf 6
Wind: +0,3 m/s
| Rang | Athlet                          | Nation      | Zeit (s) | Anmerkung |
| ---- | ------------------------------- | ----------- | -------- | --------- |
| 1    | Arturo Deliser                  | Panama      | 10,34    | Q         |
| 2    | Dylan Sicobo                    | Seychellen  | 10,51    | Q         |
| 3    | Wissy Frank Hoye Yenda Moukoula | Gabun       | 10,59    |           |
| 4    | Jalen Lisse                     | Suriname    | 10,64    | PB        |
| 5    | Beppe Grillo                    | Malta       | 10,69    |           |
| 6    | Imranur Rahman                  | Bangladesch | 10,727   | SB        |
| 7    | Waisake Tewa                    | Fidschi     | 10,729   | SB        |
| 8    | Muhd Noor Firdaus Ar Rasyid     | Brunei      | 10,86    | SB        |

## Vorläufe
3. August 2024, 11:55 Uhr
Für das Halbfinale qualifizierten sich die ersten drei Athleten aller acht Vorläufe sowie die Athleten mit den drei schnellsten restlichen Zeiten.

### Vorlauf 1
Wind: +0,6 m/s
| Rang | Athlet              | Nation         | Zeit (s) | Anmerkung |
| ---- | ------------------- | -------------- | -------- | --------- |
| 1    | Kishane Thompson    | Jamaika        | 10,00    | Q         |
| 2    | Benjamin Azamati    | Ghana          | 10,08    | Q         |
| 3    | Reynaldo Espinosa   | Kuba           | 10,11    | Q         |
| 4    | Felipe Bardi        | Brasilien      | 10,18    |           |
| 5    | Akihiro Higashida   | Japan          | 10,19    |           |
| 6    | Lalu Muhammad Zohri | Indonesien     | 10,26    |           |
| 7    | Kayhan Özer         | Türkei         | 10,34    |           |
| 8    | Sibusiso Matsenjwa  | Eswatini       | 10,39    |           |
|      | Jeremiah Azu        | Großbritannien | DSQ      | TR16.8    |

### Vorlauf 2
Wind: +0,2 m/s
| Rang | Athlet             | Nation              | Zeit (s) | Anmerkung |
| ---- | ------------------ | ------------------- | -------- | --------- |
| 1    | Ferdinand Omanyala | Kenia               | 10,08    | Q         |
| 2    | Chituru Ali        | Italien             | 10,12    | Q         |
| 3    | Joshua Hartmann    | Deutschland         | 10,16    | Q         |
| 4    | Joshua Azzopardi   | Australien          | 10,20    |           |
| 5    | Devin Augustine    | Trinidad und Tobago | 10,31    |           |
| 6    | Erik Cardoso       | Brasilien           | 10,344   |           |
| 7    | Arturo Deliser     | Panama              | 10,347   |           |
| 8    | Jhonny Rentería    | Kolumbien           | 10,38    |           |
| 9    | Muhd Azeem Fahmi   | Malaysia            | 10,45    |           |

### Vorlauf 3
Wind: −0,2 m/s
| Rang | Athlet                   | Nation              | Zeit (s) | Anmerkung |
| ---- | ------------------------ | ------------------- | -------- | --------- |
| 1    | Louie Hinchliffe         | Großbritannien      | 9,98     | Q         |
| 2    | Noah Lyles               | Vereinigte Staaten  | 10,04    | Q         |
| 3    | Shaun Maswanganyi        | Südafrika           | 10,06    | Q         |
| 4    | Xie Zhenye               | China               | 10,16    |           |
| 5    | Owen Ansah               | Deutschland         | 10,22    |           |
| 6    | Ali Anwar Ali al-Balushi | Oman                | 10,26    |           |
| 7    | Naquille Harris          | St. Kitts und Nevis | 10,38    |           |
| 8    | Markus Fuchs             | Österreich          | 10,59    |           |
| 9    | Dylan Sicobo             | Seychellen          | 10,62    |           |

### Vorlauf 4
Wind: 0,0 m/s
| Rang | Athlet                 | Nation   | Zeit (s) | Anmerkung |
| ---- | ---------------------- | -------- | -------- | --------- |
| 1    | Oblique Seville        | Jamaika  | 9,99     | Q         |
| 2    | Abdul Hakim Sani Brown | Japan    | 10,02    | Q         |
| 3    | Puripol Boonson        | Thailand | 10,13    | Q         |
| 4    | Favour Ashe            | Nigeria  | 10,16    | q         |
| 5    | Duan Asemota           | Kanada   | 10,17    |           |
| 6    | Terrence Jones         | Bahamas  | 10,31    |           |
| 7    | Marcos Santos          | Angola   | 10,40    |           |
| 8    | Franko Burraj          | Albanien | 10,66    |           |
| 9    | Oliwer Wdowik          | Polen    | 11,53    |           |

### Vorlauf 5
Wind: −0,3 m/s
| Rang | Athlet                  | Nation         | Zeit (s) | Anmerkung |
| ---- | ----------------------- | -------------- | -------- | --------- |
| 1    | Kayinsola Ajayi         | Nigeria        | 10,02    | Q         |
| 2    | Marcell Jacobs          | Italien        | 10,05    | Q         |
| 3    | Abdul-Rasheed Saminu    | Ghana          | 10,053   | Q         |
| 4    | Benjamin Richardson     | Südafrika      | 10,060   | q         |
| 5    | Hassan Taftian          | Iran           | 10,18    | SB        |
| 6    | Davonte Howell          | Cayman Islands | 10,232   |           |
| 7    | Henrik Larsson          | Schweden       | 10,233   |           |
| 8    | Paulo André de Oliveira | Brasilien      | 10,46    |           |
|      | Marc Brian Louis        | Singapur       | DNS      |           |

### Vorlauf 6
Wind: −1,1 m/s
| Rang | Athlet            | Nation                   | Zeit (s) | Anmerkung |
| ---- | ----------------- | ------------------------ | -------- | --------- |
| 1    | Akani Simbine     | Südafrika                | 10,03    | Q         |
| 2    | Ackeem Blake      | Jamaika                  | 10,06    | Q         |
| 3    | Rikkoi Brathwaite | Britische Jungferninseln | 10,13    | Q         |
| 4    | Ebrima Camara     | Gambia                   | 10,21    |           |
| 5    | Wanya McCoy       | Bahamas                  | 10,24    |           |
| 6    | Rohan Browning    | Australien               | 10,29    | =SB       |
| 7    | Simon Hansen      | Dänemark                 | 10,39    |           |
| 8    | Emanuel Archibald | Guyana                   | 10,40    |           |
| 9    | Hachim Maaroufou  | Komoren                  | 10,52    |           |

### Vorlauf 7
Wind: +0,3 m/s
| Rang | Athlet              | Nation                  | Zeit (s) | Anmerkung |
| ---- | ------------------- | ----------------------- | -------- | --------- |
| 1    | Kenneth Bednarek    | Vereinigte Staaten      | 9,97     | Q         |
| 2    | Emmanuel Eseme      | Kamerun                 | 9,98     | Q, SB     |
| 3    | Andre De Grasse     | Kanada                  | 10,07    | Q         |
| 4    | Emmanuel Matadi     | Liberia                 | 10,08    | q         |
| 5    | Ryūichirō Sakai     | Japan                   | 10,17    |           |
| 6    | Noa Bibi            | Mauritius               | 10,19    |           |
| 7    | Ronal Longa         | Kolumbien               | 10,29    | =SB       |
| 8    | José González       | Dominikanische Republik | 10,40    |           |
| 9    | Taha Hussein Yaseen | Irak                    | 10,50    | PB        |

### Vorlauf 8
Wind: +0,2 m/s
| Rang | Athlet             | Nation                       | Zeit (s) | Anmerkung |
| ---- | ------------------ | ---------------------------- | -------- | --------- |
| 1    | Fred Kerley        | Vereinigte Staaten           | 9,97     | Q         |
| 2    | Letsile Tebogo     | Botswana                     | 10,01    | Q         |
| 3    | Zharnel Hughes     | Großbritannien               | 10,03    | Q         |
| 4    | Cejhae Greene      | Antigua und Barbuda          | 10,17    |           |
| 5    | Christopher Borzor | Haiti                        | 10,28    |           |
| 6    | Arthur Cissé       | Elfenbeinküste               | 10,31    |           |
| 7    | Dorian Keletela    | Refugee Olympic Team         | 10,58    |           |
|      | Aaron Brown        | Kanada                       | DSQ      | TR16.8    |
|      | Dominique Mulamba  | Demokratische Republik Kongo | DSQ      | Rule10.1  |

## Halbfinale
4. August 2024, 20:05 Uhr
Für das Finale qualifizierten sich die ersten zwei Athleten der drei Läufe sowie die Athleten mit den zwei schnellsten restlichen Zeiten.

### Lauf 1
Wind: +0,7 m/s
| Rang | Athlet            | Nation                   | Zeit (s) | Anmerkung |
| ---- | ----------------- | ------------------------ | -------- | --------- |
| 1    | Oblique Seville   | Jamaika                  | 9,81     | Q, PB     |
| 2    | Noah Lyles        | Vereinigte Staaten       | 9,83     | Q         |
| 3    | Louie Hinchliffe  | Großbritannien           | 9,97     |           |
| 4    | Emmanuel Eseme    | Kamerun                  | 10,00    |           |
| 5    | Shaun Maswanganyi | Südafrika                | 10,02    | SB        |
| 6    | Favour Ashe       | Nigeria                  | 10,08    |           |
| 7    | Chituru Ali       | Italien                  | 10,14    |           |
| 8    | Rikkoi Brathwaite | Britische Jungferninseln | 10,15    |           |
| 9    | Benjamin Azamati  | Ghana                    | 10,17    |           |

### Lauf 2
Wind: 0,0 m/s
| Rang | Athlet            | Nation             | Zeit (s) | Anmerkung |
| ---- | ----------------- | ------------------ | -------- | --------- |
| 1    | Akani Simbine     | Südafrika          | 9,87     | Q         |
| 2    | Letsile Tebogo    | Botswana           | 9,91     | Q         |
| 3    | Marcell Jacobs    | Italien            | 9,92     | q, =SB    |
| 4    | Kenneth Bednarek  | Vereinigte Staaten | 9,93     | q         |
| 5    | Ackeem Blake      | Jamaika            | 10,06    |           |
| 6    | Kayinsola Ajayi   | Nigeria            | 10,13    |           |
| 7    | Joshua Hartmann   | Deutschland        | 10,16    |           |
| 8    | Emmanuel Matadi   | Liberia            | 10,18    |           |
| 9    | Reynaldo Espinosa | Kuba               | 10,21    |           |

### Lauf 3
Wind: +0,5 m/s
| Rang | Athlet                 | Nation             | Zeit (s) | Anmerkung |
| ---- | ---------------------- | ------------------ | -------- | --------- |
| 1    | Kishane Thompson       | Jamaika            | 9,80     | Q         |
| 2    | Fred Kerley            | Vereinigte Staaten | 9,84     | Q, SB     |
| 3    | Benjamin Richardson    | Südafrika          | 9,95     |           |
| 4    | Abdul Hakim Sani Brown | Japan              | 9,96     | PB        |
| 5    | Andre De Grasse        | Kanada             | 9,98     | SB        |
| 6    | Zharnel Hughes         | Großbritannien     | 10,01    |           |
| 7    | Abdul-Rasheed Saminu   | Ghana              | 10,05    |           |
| 8    | Ferdinand Omanyala     | Kenia              | 10,08    |           |
| 9    | Puripol Boonson        | Thailand           | 10,14    |           |

## Finale
4. August 2024, 21:50 Uhr
Wind: +1,0 m/s
| Rang | Athlet           | Nation             | Zeit (s) | Anmerkung |
| ---- | ---------------- | ------------------ | -------- | --------- |
| 1    | Noah Lyles       | Vereinigte Staaten | 9,784    | PB        |
| 2    | Kishane Thompson | Jamaika            | 9,789    |           |
| 3    | Fred Kerley      | Vereinigte Staaten | 9,81     | SB        |
| 4    | Akani Simbine    | Südafrika          | 9,82     | NR        |
| 5    | Marcell Jacobs   | Italien            | 9,85     | SB        |
| 6    | Letsile Tebogo   | Botswana           | 9,86     | NR        |
| 7    | Kenneth Bednarek | Vereinigte Staaten | 9,88     |           |
| 8    | Oblique Seville  | Jamaika            | 9,91     |           |